# Paddy Chayefsky
Sidney Aaron (Paddy) Chayefsky  (New York, 29 januari 1923 – New York, 1 augustus 1981) was een Amerikaans scenarioschrijver. Hij is een van de vijf scenaristen die drie keer een Oscar wonnen voor het schrijven van een filmscenario.

## Biografie

### Jeugd
Chayefsky werd in 1923 geboren in het New Yorkse stadsdeel The Bronx. Zijn ouders, Harry en Gussie Stuchevsky Chayefsky, waren Joods-Russische immigranten die in 1907 Moskou hadden ingeruild voor New York. Hij had twee oudere broers, William en Isidor. In 1943 behaalde hij een diploma boekhoudkunde aan City College of New York. Nadien studeerde hij talen aan de Universiteit van Fordham.

### Tweede Wereldoorlog
Tijdens de Tweede Wereldoorlog sloot hij zich aan bij de United States Army. Tijdens zijn legerdienst kreeg hij de bijnaam "Paddy", een afkorting van Patrick en tevens een religieuze spotnaam voor Ieren/Katholieken. Chayefsky kreeg de bijnaam omdat hij, hoewel hij Joods was, keukendienst probeerde te ontlopen door een mis bij te wonen.
Chayefsky nam met de 104e Infanteriedivisie deel aan de oorlog op Europees grondgebied. Hij raakte in de buurt van de Duitse stad Aken gewond door een landmijn. Hij werd onderscheiden met een Purple Heart. Tijdens zijn revalidatie in een ziekenhuis in de buurt van Cirencester begon hij de komische musical No T.O. for Love te schrijven.

### Huwelijk en dood
In februari 1949 trouwde hij met Susan Sackler. Zes jaar later kregen ze een zoon, Dan. De twee bleven samen tot zijn dood, ondanks geruchten over een affaire met actrice Kim Novak, die de hoofdrol speelde in de verfilming van Chayefsky's Broadwayproductie Middle of the Night (1959). Chayefsky overleed in augustus 1981 op 58-jarige leeftijd ten gevolge van kanker, nadat hij geweigerd had zich te laten opereren.

## Carrière

### Beginjaren
Na de oorlog keerde Chayefsky terug naar de Verenigde Staten, waar hij aan de slag ging in de drukkerij van zijn oom. Zijn ervaringen in de drukkerij gebruikte hij later als basis voor de komedie As Young as You Feel (1951) en de tv-productie Printer's Measure (1953). Tijdens zijn werk in de drukkerij bleef Chayefsky ook toneelstukken schrijven.
Eind jaren 1940 verhuisde hij naar Hollywood en begon hij er voltijds te schrijven. Chayefsky schreef korte verhalen en scenario's voor de radio. Hij schreef onder meer grappen voor radiopresentator Robert Q. Lewis en werkte mee aan radioproducties van Theater Guild on the Air en Cavalcade of America. Een toneelstuk, getiteld The Man Who Made the Mountain Shake, werd opgemerkt door regisseur Elia Kazan, maar nooit uitgebracht. In 1951 werd met As Young as You Feel zijn eerste verhaal verfilmd.

### Televisie en film
Gedurende de jaren 1950 was Chayefsky ook erg actief in de tv-industrie. Hij schreef scenario's voor series als Danger (1950–1955) en Manhunt (1959–1961). Hij werkte ook mee aan afleveringen van de anthologieserie The Philco Television Playhouse (1948–1955). Voor dat tv-programma schreef hij in 1953 de aflevering Marty, over een hardwerkende slager uit The Bronx die geen geluk heeft in de liefde. De hoofdrol werd vertolkt door Rod Steiger. Nadien vormde Chayefsky het verhaal om tot een filmscenario, dat in 1955 door Delbert Mann verfilmd werd als Marty. De film met Ernest Borgnine in de hoofdrol werd bekroond met acht Oscars, waaronder die voor beste film en beste aangepaste scenario.
In de daaropvolgende jaren groeide Chayefsky uit tot een van de meest succesvolle schrijvers in Hollywood. In 1958 werd hij voor The Goddess opnieuw genomineerd voor een Oscar, maar won niet. In de jaren 1970 won hij Oscars voor de satirische films The Hospital (1971) en Network (1976). In die laatste film wierp Chayefsky een kritische blik achter de schermen van de tv-industrie waar hij jaren deel van had uitgemaakt.

### Broadway
Naast zijn werk voor film en televisie bleef hij ook toneelstukken schrijven. De Broadway-productie The Tenth Man (1959) leverde hem een Tony Award-nominatie op. Twee jaar later werd hij opnieuw genomineerd voor de theaterproductie Gideon (1962), over de gelijknamige Bijbelfiguur. Zijn laatste Broadway-voorstelling, The Passion of Josef D (1964) over Jozef Stalin, was geen succes en kreeg negatieve recensies.

## Prijzen en nominaties
Chayefsky behoort tot de vijf recordhouders die drie Oscars wonnen voor het schrijven van een scenario. De overige recordhouders zijn Charles Brackett, Billy Wilder, Francis Ford Coppola en Woody Allen. Chayefsky is de enige van het vijftal die al zijn Oscars won zonder met een andere schrijver samen te werken.
| Prijs         | Categorie                           | Film                                                                   | Uitslag     |
| ------------- | ----------------------------------- | ---------------------------------------------------------------------- | ----------- |
| Academy Award | Beste aangepaste scenario           | Marty (1955)                                                           | Gewonnen    |
| Academy Award | Beste originele scenario            | The Goddess (1958)                                                     | Genomineerd |
| Academy Award | Beste originele scenario            | The Hospital (1971)                                                    | Gewonnen    |
| Academy Award | Beste originele scenario            | Network (1976)                                                         | Gewonnen    |
| BAFTA Award   | Beste scenario                      | The Hospital (1971)                                                    | Gewonnen    |
| BAFTA Award   | Beste scenario                      | Network (1976)                                                         | Genomineerd |
| WGA Award     | Beste Amerikaans scenario (drama)   | Marty (1955)                                                           | Gewonnen    |
| WGA Award     | Beste originele scenario (komedie)  | The Hospital (1971)                                                    | Gewonnen    |
| WGA Award     | Laurel Award voor scenarioschrijven | Laurel Award voor scenarioschrijven                                    | Gewonnen    |
| WGA Award     | Beste originele scenario (drama)    | Network (1976)                                                         | Gewonnen    |
| Emmy Award    | Beste scenario (drama)              | The Philco Television Playhouse (1955)                                 | Genomineerd |
| Emmy Award    | Beste originele tv-scenario         | Goodyear Television Playhouse (1956) (aflevering "The Catered Affair") | Genomineerd |
| Tony Award    | Beste toneelstuk                    | The Tenth Man (1960)                                                   | Genomineerd |
| Tony Award    | Beste toneelstuk                    | Gideon (1962)                                                          | Genomineerd |

## Filmografie
- The True Glory (1945)
- As Young as You Feel (1951)
- Marty (1955)
- The Catered Affair (1956)
- The Bachelor Party (1957)
- The Godess (1958)
- Middle of the Night (1959)
- The Americanization of Emily (1964)
- Network (1976)
- Altered States (1980)